# Guds församling
Guds församling är ett namn som används av många kristna grupper, mestadels utan samröre med varandra.  
I Bibeln betecknar Guds församling den rörelse som Jesus Kristus köpte med sitt blod , bestående av den grupp människor som följer Honom och kallar sig kristna . Jesus utsåg Simon Petrus som den första ledaren för Guds församling .
Nedan följer en lista över församlingar i Sverige som använder sig av namnet Guds församling:
- Världsmissionssamfundet Guds församling[4], grundad av Ahn Sahng-hong år 1964.